# Tom Taylor (ator)
Tom Taylor (Surrey,16 de julho de 2001) é um ator britânico. Ele é conhecido por sua atuação como Jake Chambers em A Torre Negra e Tom Foster no drama de sucesso da BBC One Doctor Foster. Ele foi escalado para o papel de Cregan Stark na segunda temporada da série original da HBO House of the Dragon.

## Vida e carreira
Taylor nasceu em 16 de julho de 2001 em Surrey. Ele parou de frequentar a escola de teatro em 2013, até que sua ex-professora, Rachel Bell, da The Secret Stage School em Camberley, lhe disse que um agente estava vindo à escola para entrevistas. Taylor foi à audição, assinou com seu primeiro agente e passou a estrelar em The Last Kingdom e Doctor Foster para a BBC.
Taylor ganhou o papel de Jake Chambers em A Torre Negra em março de 2016, após uma seleção mundial. Ele estava previsto para reprisar o papel em uma série de televisão baseada no quarto volume da série de livros A Torre Negra. No entanto, a produção dessa série de TV será um reboot, sem conexão com o filme, devido ao seu resultado financeiro e crítico. Em 2023, Taylor foi escalado como Lorde Cregan Stark na segunda temporada de House of the Dragon.

## Filmografia
| Ano       | Título                    | Papel          | Notas                        |
| --------- | ------------------------- | -------------- | ---------------------------- |
| 2014      | Casualty                  | Tristan Miles  | Episódio "Born Lucky"        |
| 2015–2017 | Doctor Foster             | Tom Foster     | Papel principal              |
| 2015      | The Last Kingdom          | Jovem Uhtred   | Episódio 1                   |
| 2015      | Legends                   | Jovem Martin   | Temporada 2, Episódios 1 e 2 |
| 2017      | The Dark Tower            | Jake Chambers  |                              |
| 2019      | The Kid Who Would Be King | Lancelot       |                              |
| 2020      | Us                        | Albie Petersen | 4 episódios                  |
| 2021      | Close to Me               | Finn Harding   |                              |
| 2023      | The Bay                   | Matt Metcalf   | Temporada 4                  |
| 2023      | Love at First Sight       | Luther Jones   |                              |
| 2024      | House of the Dragon       | Cregan Stark   | Temporada 2                  |